# Partido Popular (Montenegro, 1906)
El Partido Popular (en serbio: Народна странка, romanizado: Narodna stranka, abreviado НС/NS), también conocido como Klubaši o Narodnjaci, fue un partido político del Principado de Montenegro y el Reino de Montenegro. El partido representaba la oposición al rey Nicolás I. El principal objetivo político del Partido Popular era el destronamiento de la dinastía Petrović-Njegoš y la unificación de Montenegro y Serbia. El fundador del partido fue Šako Petrović-Njegoš, primo de Nicolás I, otros miembros fundadores notables del partido incluyeron a Andrija Radović, Marko Radulović y Mihailo Ivanović. Como respuesta a la formación del Partido Popular en 1907, los leales a la dinastía Petrović-Njegoš se organizaron en el Partido del Pueblo Verdadero, también conocido como los Derechistas.

## Antecedentes
La Asamblea Nacional de Montenegro fue formada por la Constitución de 1905. El Partido Popular se formó por primera vez en 1906, cuando 27 diputados de la Asamblea de Montenegro (de 60, elegidos en las elecciones de 1905 para la Asamblea Constitucional) decidieron formar un club que se opondría al gobierno absolutista del Príncipe (más tarde Rey) Nicolás I Petrović-Njegoš. El parlamento solo tenía una autoridad de supervisión limitada, con Nicolás I gobernando casi sin ayuda. Siguiendo la Constitución de 1905 del Principado de Montenegro; esto fue impugnado por el Parlamento, que creó el Club de Diputados del Pueblo (Klub narodnih poslanika), que dio lugar al sobrenombre de klubaši (miembros del club).

## Historia
El Club se transformó en el Partido Popular a principios de 1907. El partido entró en la vida parlamentaria cuando el mandato de la corona se convirtió en representante de la mayoría parlamentaria. Mihailo Ivanović, líder del partido, sucedió al gobierno de Lazar Mijušković, durante el cual gobernó el llamado "gobierno de Klubaši" (klubaška vlada) bajo la presidencia de Marko Radulović el 24 de noviembre de 1906. El programa y el estatuto fueron elaborados por Mihailo Ivanović, Milosav Raičević, Mitar Vukčević y Ljubomir Bakić, todos ellos parlamentarios. El partido imprimió Narodni misao.
El partido siguió la "Idea serbia" (panserbismo) y un apoyo paralelo a la "Idea yugoslava" (yugoslavismo), que consideraban que tenía perspectiva y debería resultar en el establecimiento de estados eslavos del sur. Los objetivos del Partido eran establecer la democracia en Montenegro transfiriendo el gobierno del monarca al pueblo, la unificación con Serbia y la liberación del resto de las tierras pobladas por serbios y eslavos del sur bajo el Imperio Otomano y la Monarquía de los Habsburgo. Sus otros objetivos eran la educación y la ilustración de la gente. 
En septiembre de 1907, el Partido Popular decidió boicotear las elecciones como señal de protesta contra las malas relaciones de Nicolás con Serbia. El partido fue suprimido por el Príncipe Nicolás, quien disolvió la asamblea montenegrina en 1907 y luego formó el Partido del Pueblo Verdadero para sus seguidores. El Partido del Pueblo Verdadero (pravaši) fue la única opción en las elecciones y, por tanto, fue elegido miembro del Parlamento. Los pravaši apoyaron el gobierno de Nicolás y lo proclamaron rey el 28 de agosto de 1910.
En las elecciones de 1914, el Partido Popular, proscrito durante más de siete años, obtuvo la mayoría absoluta de votos y 25 diputados con la plataforma de unificación de Montenegro con Serbia, mientras que el gobernante Partido Popular Verdadero obtuvo sólo cuatro escaños electos. Poco después de las elecciones, el Partido formó una mayoría parlamentaria de 44 escaños en alianza con el grupo reunido en torno al exlíder del Partido Popular Verdadero, Lazar Mijušković, que obtuvo 17 escaños.
El partido jugó un papel clave en la Asamblea de Podgorica de noviembre de 1918, que votó la abolición del estado montenegrino, destronó a la dinastía Petrović-Njegoš y declaró incondicionalmente la anexión de Montenegro al Reino de Serbia.

## Legado
Fue el primer partido político en Montenegro. Fue el único partido civil en Montenegro hasta 1918. El nuevo partido que lleva el nombre del histórico Partido Popular se creó en 1990, tras la caída del régimen comunista y la introducción del sistema multipartidista, y se consideraba el heredero moral y espiritual del partido histórico.

## Resultado de las elecciones
| Elección | Sedes | Cambio | Gobierno      | Notas                                                         |
| -------- | ----- | ------ | ------------- | ------------------------------------------------------------- |
| 1905     | 27/60 | 27     | Oposición     | Club de Diputados del Pueblo, formalmente independientes.     |
| 1906     | 51/76 | 24     | Mayoría       | Partido Popular e independientes alineados.                   |
| 1907     | 0/76  | 51     | No había sede | Boicoteado, Partido prohibido poco después de las elecciones. |
| 1911     | 9/62  | 9      | Oposición     | Miembros del partido, formalmente independientes.             |
| 1914     | 25/62 | 16     | Coalición     | El Partido Popular se disolvió en 1919.                       |